# Associação Brasileira de Estudos Cemiteriais
A Associação Brasileira de Estudos Cemiteriais (ABEC) é uma entidade sem fins lucrativos e encontra-se sediada no Memorial Funerário Mathias Haas, primeiro museu do Brasil dedicado ao tema da morte e dos cemitérios e que fica localizado em Blumenau (SC). A ABEC congrega pesquisadores e profissionais cujas pesquisas abrangem os cemitérios e as mais diversas manifestações acerca da morte e do morrer no Brasil e no exterior, promovendo encontros e publicações acadêmicas regularmente.
A associação possui estatuto próprio e código de ética, fazendo parte da Red Iberoamericana de Valoración y Gestión de Cementerios Patrimoniales, que congrega as associações latino-americanas que se dedicam ao tema da preservação patrimonial dos cemitérios.

## Fundação
A ABEC foi fundada por ocasião do 1º Encontro sobre Cemitérios Brasileiros, ocorrido na Universidade de São Paulo (USP), organizado por Maria Elizia Borges, Eduardo Coelho Morgado Rezende e Harry Rodrigues Bellomo. No dia 19 de novembro de 2004 os pesquisadores presentes naquele evento, reunidos em assembleia, decidiram criar a associação, pioneira no Brasil. Estiveram presentes no ato de fundação:
- Eduardo Coelho Morgado Rezende
- Maria Elizia Borges
- Harry Rodrigues Bellomo
- Daniel Teixeira Meirelles Leite (in memoriam)
- Leonardo Gazini Facchini
- Glaucia Garcia de Carvalho
- Roberta Moreira de Souza
- Aironice Cavalcante Padilha
- Marla Muscelli de Araujo
- Flávio Felix de O. Campos
- Dante Alberto Pasquarelli
- Simara Regina Ribeiro
- Maria de Lourdes Barbosa
- Daniel Taddone
- Marissol Martins de Santana
- Elisiana Trilha Castro
- Rosana Cognolato
- Airton André Gandon Cardoso
- Fabio Dullius
- Marcelina das Graças de Almeida
- Kenya Viégas da Silva
- Thalita Lucena de Vasconcelos
- Débora Virgínia Ferraz de Oliveira
- Marcelino Henrique Pereira Neto
- Elvira Claudia C. de Paula
- Luiza Fabiana Neitzke de Carvalho
- Roger Santos Araújo
- Lenice Pereira Barbosa
- Geraldo Rodolfo Hoffmann
- Paola Verri de Santana
- Thiago Nicolau de Araújo
- Kate Fabiani Rigo

## Eventos
A ABEC é responsável pela organização de eventos acadêmicos e científicos de âmbito nacional sobre a temática cemiterial e da morte, além de atuar em parceria na realização de eventos internacionais.

### Eventos Nacionais
- (2004) 1º Encontro sobre Cemitérios Brasileiros (fundação da ABEC) - São Paulo, SP
- (2006) II Encontro Nacional da Associação Brasileira de Estudos Cemiteriais - Porto Alegre, RS
- (2008) III Encontro Nacional da Associação Brasileira de Estudos Cemiteriais - Goiânia, GO
- (2010) IV Encontro Nacional da Associação Brasileira de Estudos Cemiteriais - Piracicaba, SP
- (2011) V Encontro Nacional da Associação Brasileira de Estudos Cemiteriais - Salvador, BA
- (2013) VI Encontro Nacional da Associação Brasileira de Estudos Cemiteriais - Belo Horizonte, MG
- (2015) VII Encontro Nacional da Associação Brasileira de Estudos Cemiteriais - Rio de Janeiro, RJ
- (2017) VIII Encontro Nacional da Associação Brasileira de Estudos Cemiteriais - Florianópolis, SC
- (2019) IX Encontro Nacional da Associação Brasileira de Estudos Cemiteriais - Porto Alegre, RS

### Eventos internacionais
- (2011) XII Encuentro Iberoamericano de Valorización y Gestión de Cementerios Patrimoniales - Salvador, BA

## Diretoria

### Gestão 2017-2021
Presidente de Honra: Professora Maria Elizia Borges (Goiás)
Presidente: Elisiana Trilha Castro (Santa Catarina)
Vice-presidente: Alcineia Rodrigues dos Santos (Rio Grande do Norte)
Conselho Fiscal: Viviane Comunale (São Paulo), Júlio César de Aguiar Santana (Minas Gerais), Elaine Tonini (in memoriam) (Rio Grande do Sul) e Luiza Fabiana Neitzke de Carvalho (Rio Grande do Sul)
Secretários: Fabiana Comerlato (Bahia) e Samuel Campos Vaz (Goiás)
Tesoureiros: Julia Massuchetti Tomasi (Santa Catarina) e Paulo Renato Tot Pinto (São Paulo)
Conselho de ética: Jamille Barbosa Coelho (Rondônia), Maristela Carneiro (Mato Grosso) e Vera Lucia Maciel Barbosa (Rio Grande do Sul)

## COVID-19
Recentemente, no contexto da pandemia da Covid-19, a ABEC passou a fazer parte da “Rede de Apoio às Famílias de Vítimas Fatais de Covid-19”. A Associação traduziu para o português, no contexto dessa parceria, o "Guia para pessoas que perdem um ente querido em tempos de coronavírus (Covid-19)", originalmente publicado pelo Grupo de Duelo Pulseras Blancas Gran Canaria, sob a coordenação de Nuria Vega. Também produziu documentos a respeito do manejo dos corpos e da gestão das mortes ocasionadas pelo novo coronavírus.